# Lloyd Kaffeerösterei

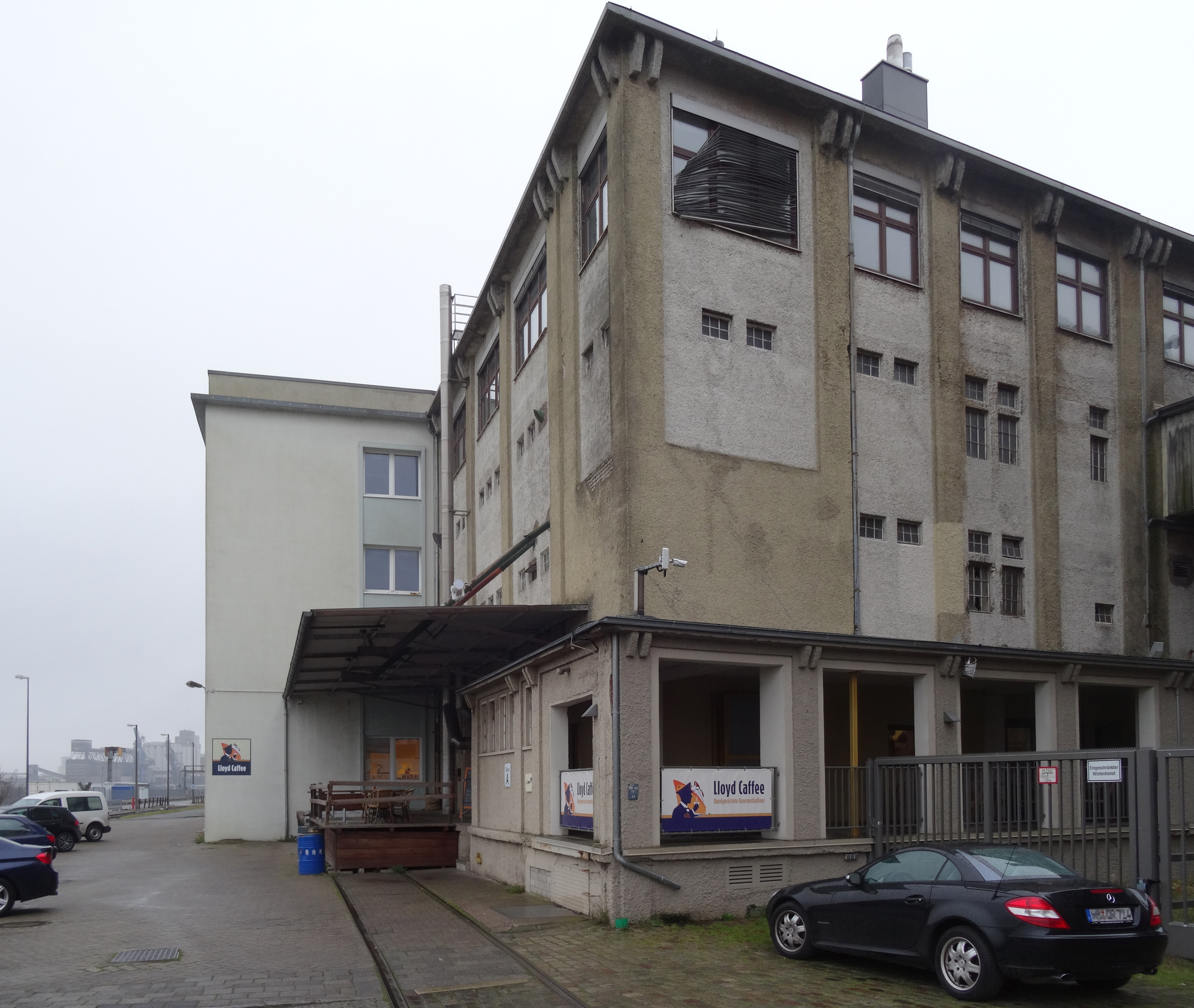
Lloyd Kaffeerösterei in einem früheren Fabrikgebäude im Kaffee-HAG-Werk I (2017)

Die Lloyd Kaffeerösterei in Bremen besteht seit 1930 und wird von der Lloyd Caffee GmbH betrieben. Von einst über 500 Kaffeeröstereien der Stadt ist sie die älteste, die noch traditionell Kaffee röstet. Seit 2009 hat die Rösterei ihren Standort  im Ortsteil Überseestadt in Bremen-Walle und befindet sich dort in einem früheren Fabrikgebäude von Kaffee HAG. Das Gebäude steht als Teil der ehemaligen Werksanlagen von Kaffee HAG im Bremer Holz- und Fabrikenhafen unter Denkmalschutz.

## Geschichte
Kaffee wurde in Europa erst in der zweiten Hälfte des 17. Jahrhunderts einem breiteren Publikum bekannt. Niederländer importierten ihn und brachten ihn auch nach Bremen. Die Stadt galt schon früh als Kaffeestadt, was das Ausmaß des Handels und des Röstens sowie den Umfang des Kaffee-Genusses betraf. Seit 1673 werden in Bremen „Kaffee-Schenken“ erwähnt. Eines der ersten Cafés entstand 1697 im Keller des Hauses Schütting. Über die bremischen Häfen wurden vor allem hochwertige Kaffeesorten importiert.

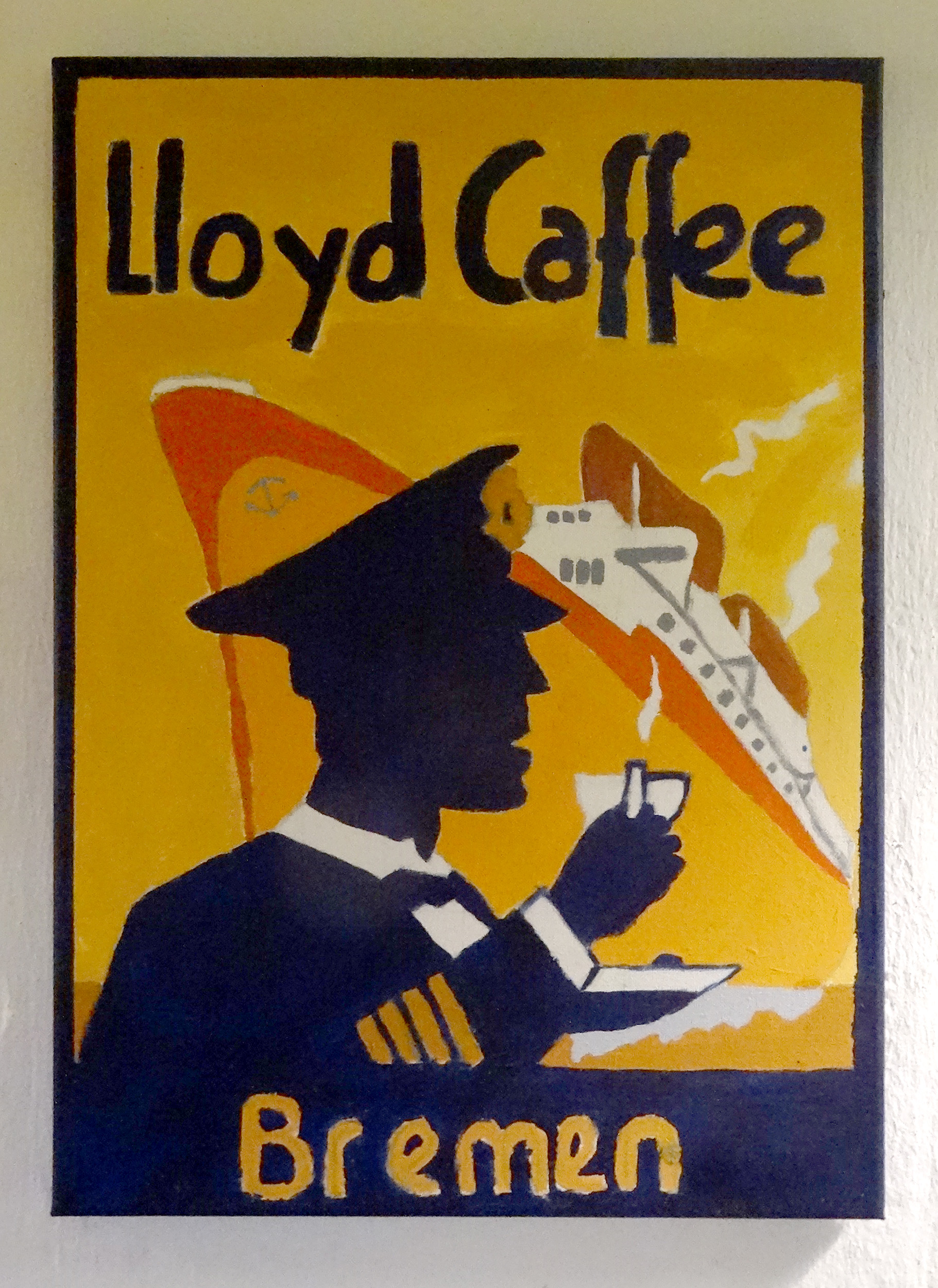
Alte Werbetafel

Am 2. Januar 1930 gründete Albert Laube die Lloyd Kaffeerösterei, die damals im Bremer „Viertel“ ansässig war. Der Unternehmensname bezieht sich auf die Bremer Reederei Norddeutscher Lloyd. Das Logo der Kaffeerösterei zeigt einen Kapitän mit einer Tasse Kaffee vor der Bremen, einem bekannten Schiff des Norddeutschen Lloyd. Als exklusive Marke wurde Lloyd Caffee sowohl in der gehobenen Gastronomie als auch auf Luxusschiffen ausgeschenkt. Nach dem Zweiten Weltkrieg zog das Unternehmen in die Stader Landstraße im Stadtteil Burglesum.
2001 stand die Marke vor dem Aus, da der Nachfolger des Gründers sich zwischen Investition und Schließung entscheiden musste. Er veräußerte die Markenrechte an einen Hamburger Rohkaffeehändler, der in Hamburg bis zum Defekt des Röstofens weiter produzierte. Lloyd Caffee kam zurück nach Bremen und wurde zunächst „Untermieter“ bei der Bremer Kaffeerösterei August Münchhausen.

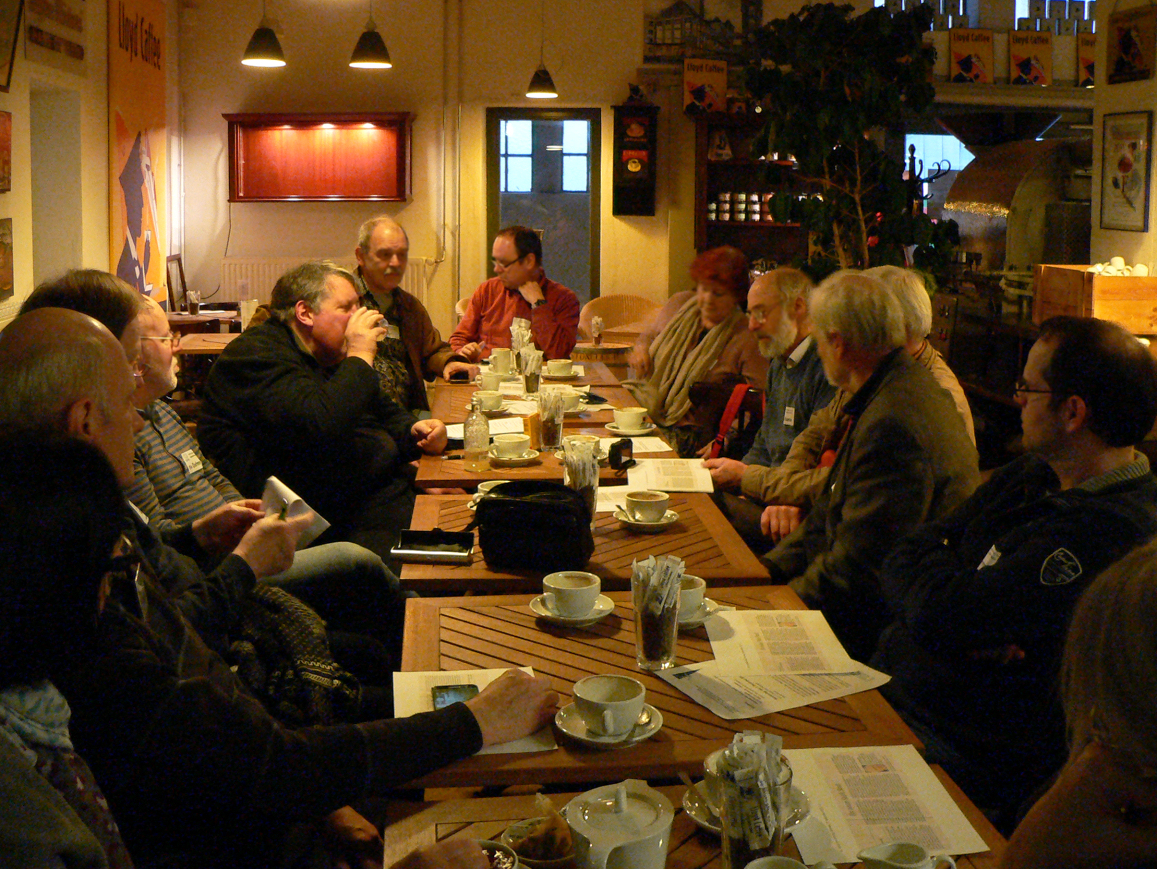
Kaffeeseminar-Teilnehmer während der Kaffeeverkostung im Lloyd Rösterei-Café (2017)

2005 übernahm der gelernte Speditionskaufmann und spätere Kaffeehändler Christian Ritschel die Leitung der Lloyd Caffee GmbH. Seit 2003 betreibt das Unternehmen ein Kaffeegeschäft im Nordbremer Stadtteil Vegesack. 2009 verlegte Ritschel den Sitz der Rösterei in das frühere Kaffee-HAG-Werk I in der Bremer Überseestadt. Dort ist sie am Nordufer des Holz- und Fabrikenhafens in einem Eckbau des Werkskomplexes an der Verladerampe eines Gleises der Bremischen Hafeneisenbahn untergebracht. Die Betriebsräume von Lloyd Caffee befinden sich im Erdgeschoss des Eckbaus Fabrikenufer 115 / Ecke Hagstraße.
In dem Kaffee-HAG-Werk I wurde von der Kaffee HAG von 1906 bis zur Produktionseinstellung Mitte der 1970er Jahre Rohkaffee zu koffeinfreiem Kaffee verarbeitet. Die Entkoffeinierung wurde in einer größeren neuen Anlage auf dem nordwestlichen Nachbargrundstück bis zur endgültigen Stilllegung im Frühjahr 2017 weiter betrieben. In den heutigen Räumlichkeiten der Lloyd Kaffeerösterei wurde früher von der HAG-Kaffeefabrik der Rohkaffee in großen Mengen angenommen; so betrug die Tagesproduktion im Jahr 1912 bereits 12,5 Tonnen Kaffee und verzeichnete später teils zweistellige Wachstumsraten. Die Lagerkapazitäten von Kaffee HAG für Rohkaffee lagen in Spitzenzeiten bei rund 15.000 Tonnen.
Lloyd Caffee produziert vor allem für den eigenen Versandhandel und beliefert hauptsächlich Privatpersonen. Außerdem betreibt das Unternehmen an seinem traditionsreichen Standort im Bremer Holzhafen ein mit der Rösterei räumlich eng verbundenes Lloyd Rösterei-Café und einen Lloyd Rösterei-Laden. Für interessierte Besucher, die den Röstvorgang kennenlernen und Kaffee probieren möchten, werden sogenannte Kaffeeseminare angeboten. Dabei kann zudem der im selben Gebäude befindliche und unter Denkmalschutz stehende Marmorsaal von Kaffee HAG besichtigt werden.
Die Zeitschrift Der Feinschmecker zeichnete Lloyd Caffee in den Jahren 2011, 2014, 2018 und 2022 als eine der besten Kaffeeröstereien Deutschlands aus.

## Röstvorgang

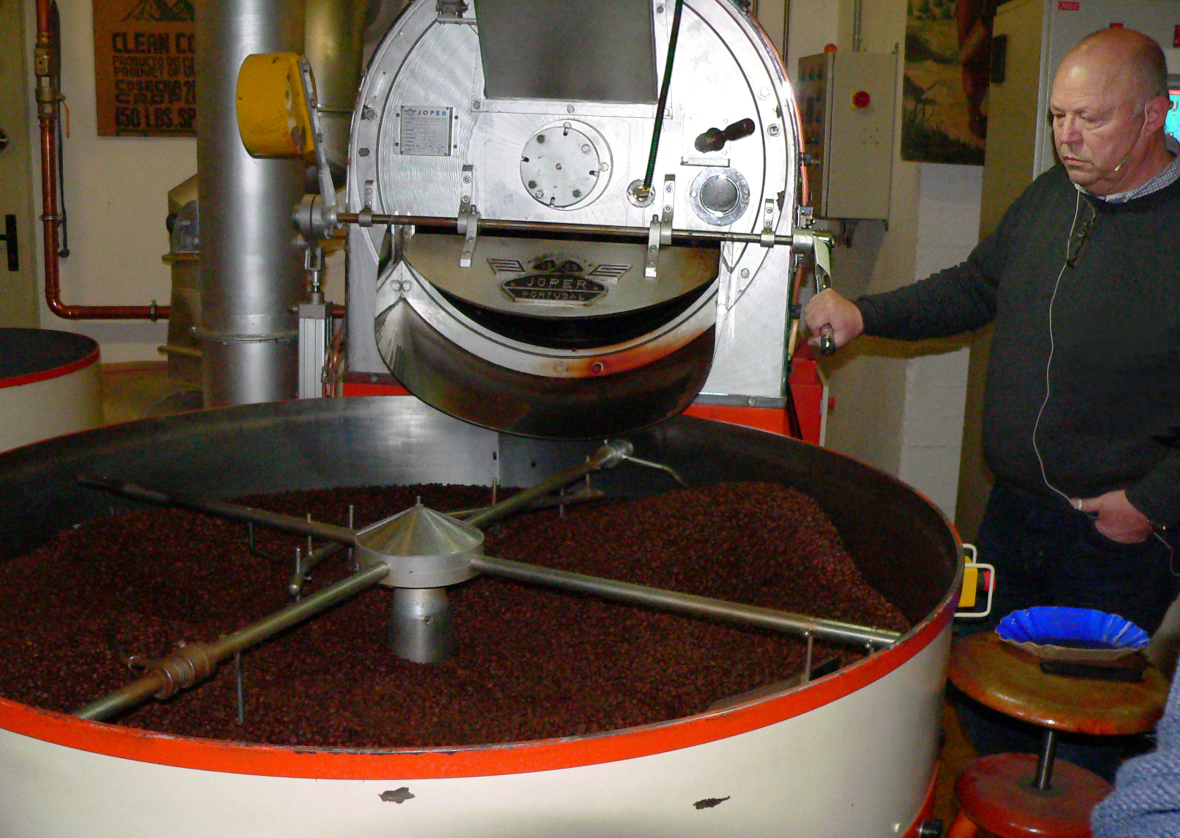
Kaffeebohnen im Kühlsieb nach dem Rösten im Trommelröster (2017)

Die Rösterei verarbeitet gegenwärtig (2017) pro Jahr rund 50 Tonnen Kaffee, der zum größten Teil in den Versand innerhalb von Deutschland geht. Produktionsgrundlage ist handgepflückter Kaffee von „Familienplantagen“ aus Lateinamerika, Ostafrika, Indonesien und Papua-Neuguinea. Für Brühkaffees wird nur Arabica-Kaffee verwendet, der sortenrein geröstet und teilweise sortenrein verkauft wird. Blends entstehen durch Mischung von gerösteten Kaffees unterschiedlicher Herkunft. Für Espresso werden stets verschiedene, etwas länger geröstete Sorten gemischt – teilweise auch mit Robusta-Kaffee. Die Kaffeebohnen werden in einem Trommelröster im traditionellen „Langzeitverfahren“ in einem etwa 20-minütigen Röstvorgang bei einer Temperatur um 200 °C langsam erhitzt, um unerwünschte Stoffe herauszurösten. Um die Geschmacksvielfalt der einzelnen Provenienzen zu erhalten, wird sattbraun geröstet. Der Kaffee wird dadurch ohne chemische Behandlung mild und bekömmlich, indem magenbelastende Säuren abgebaut werden und zugleich die Aromenvielfalt des Kaffees gefördert wird. Die Abkühlung erfolgt auf einem Kühlsieb mit kalter Luft. Die Bohnen verlieren durch das Rösten etwa 20 % ihres Gewichts.